# Волков, Дмитрий Борисович
Дмитрий Борисович Волков (род. 9 июля 1976, Москва) — российский предприниматель, инвестор, философ, коллекционер, деятель современного искусства.
Сооснователь международного интернет-холдинга Social Discovery Group со штаб-квартирой на Мальте. Совладелец компании Dating Group.
Капитал на 2019 год по оценке Forbes — 750 миллионов долларов США. В 2021 году вошел в рейтинг журнала Forbes «200 богатейших бизнесменов России 2021», где занял 148 место с состоянием $800 млн.
В 2016 году основал SDG Arts and Science Foundation. Сооснователь некоммерческой философской ассоциации ICCS.
Имеет учёную степень доктор философских наук, один из основателей Московского центра исследования сознания при философском факультете МГУ.
В 2021 году вошёл в пятёрку глобальных предпринимателей из России по версии «Forbes».

## Биография

### Бизнес
В 1998 году Волков основал компанию IT-Online, которая специализировалась на создании и продвижении интернет-проектов. В 2002 году из IT-Online выделилась компания UsabilityLab, которая занималась проектированием пользовательских интерфейсов и сайтов. Затем Волков продал свою долю в UsabilityLab.
В 2008 году из IT-Online выделился платежный сервис PayOnline. В 2015 году Волков продал PayOnline американской компании Net Element за 8,5 миллионов долларов США.
В 2014 году совместно с иностранными партнерами был создан интернет-холдинг SDGroup. Он объединил активы Волкова после продажи IT-Online. Компания занималась разработкой объектов интеллектуальной собственности для создания сервисов в области social discovery. Штаб-квартира SDGroup находится на Мальте, офисы — в Сан-Франциско, Китае, Колумбии, Марокко.
SDGroup инвестирует в технологические стартапы, в числе которых — социальная сеть ученых Academia.edu, сайты знакомств Dating Group, частный университет Harbour Space University в Барселоне, производитель дронов AirDog.
Волков придумывал идею сервиса, покупал товарный знак и домен и разрабатывал софт. Затем он передавал эту интеллектуальную собственность управляющей компании, которая занималась развитием и продвижением сервисов.
С 2013 года Волков вложил через SDGroup около $20 млн в разработчика программного и аппаратного обеспечения для работы с блокчейн Bitfury. В 2017 году — вышел из проекта.
В апреле 2018 года Дмитрий Волков и Юрий Гурский вошли в состав управляющей компании венчурного фонда Gagarin Capital Николая Давыдова и Михаила Тавера. В 2019 году Дмитрий продал часть интеллектуальной собственности управляющей компании за 215 млн долл. и получил долю в объединенной компании Dating Group. Она является одной из крупнейших компаний в отрасли с 73 миллионами зарегистрированных пользователей и выручкой 200 млн долларов в год. 
В холдинг также входит фонд недвижимости Real Estate Discovery Ventures (REDV). На 2019 год объем фонда составляет 198 млн долл. Основные интересы фонда — торговые центры в США.
С 2001 года Дмитрий Волков состоит в сообществе Институт управления проектами, с 2006 года — член Usability Professional Association.
Имеет степень Executive MBA Московской школы управления Сколково, несколько сертификатов Гарвардской школы бизнеса.
Выступает партнером ряда международных фондов, таких как: Blockchain Capital, Mangrove Capital Partners, DN Capital, 500 Startups, Dream Machine, Target Global и iTech Capital. Является организатором сделок по продаже компаний, работающих в сфере IT.
В 2019 году Дмитрий Волков инвестировал в онлайн-сервис Patreon $500 тыс. В сентябре 2020 года сервис стал «единорогом», компанию оценили в $1,2 млрд..
В 2021 году Dating Group купила за $18 млн швейцарское дейтинговое приложение Once, которое подбирает пару с помощью искусственного интеллекта.

## Деятельность в искусстве
Был членом попечительского совета Третьяковской галереи, патроном музея «Гараж», попечителем образовательного центра ММОМА и председателем попечительского фонда ГЦСИ «Арсенал» (Нижний Новгород).

### Кино и музыка
По словам Волкова, в детстве он играл на фортепиано, танцевал в мюзикле на Бродвее, в 1992 году снимался в кинофильме «Чтобы выжить».
Осенью 2015 года Дмитрий Волков выступил одним из организаторов первого в Москве «Фестиваля уличных пианино». В 2016 году в парке «Музеон» при поддержке Дмитрия Волкова и SDG Arts & Science Foundation прошел фестиваль трансцендентных фортепиано.

### Современное искусство
Весной 2015 года Волков поддержал выпуск серии альбомов «Актуальное искусство», посвященных творчеству современных российских художников, их роли в контексте развития отечественной и мировой культуры. Совместно с акционистом и художником Олегом Куликом исполнил ряд перфомансов и художественных акций, весной 2015 — «Строгое доказательство существования внешнего мира». Летом 2015 организовал экспедицию сотрудников Social Discovery Group на американский арт-фестиваль Burning Man, где представил результат своего последнего проекта с Олегом Куликом — инсталляцию «Оракултанг».
В сентябре 2015 года Волков организовал pop-up выставку современного технологического искусства «Superconduction: challenge of art&technology» в Риге.
С 1 января 2016 года по 2017 год был членом попечительского совета Фонда поддержки Третьяковской галереи. 15 апреля 2016 года при его поддержке в Третьяковской галерее на Крымском Валу состоялось открытие выставки «Современное искусство: 1960—2000. Перезагрузка».
В 2016—2017 годах фонд стал партнёром грантовой программы Музея современного искусства «Гараж» по стипендиям для молодых художников «Искусство и технологии», а Дмитрий стал патроном музея.
В сентябре 2016 года Волков в рамках проведения выставки «Коллекция! Современное искусство в СССР и России 1950—2000 годов» подарил парижскому Центру Помпиду работу художника Сергея Бугаева-Африки.
В марте 2017 года Дмитрий принял участие в шоу «Секретный миллионер» на телеканале «Пятница!», в итоге которого принял решение принял решение о поддержке нижегородского музея «Арсенал». С мая 2017 года — председатель Попечительского совета фонда «Культурная столица Поволжья».
В 2017 году совместный перфоманс Дмитрия Волкова с художником Андреем Бартеневым «Aliens? — Yes!» на Burning man в США был признан одним из главных событий фестиваля по версии Business Insider.
4 ноября 2018 года в «Ночь искусств» принял участие в перформансе «Дмитрий Волков и художники» в галерее на Солянке. Перформанс стал частью проекта Федора Павлова-Андреевича «The Small Button» и заключался в непрерывном пятичасовом диалоге Дмитрия Волкова с художниками, чьи работы находятся в коллекции SDG Arts & Science Foundation. В качестве модераторов диалога участвовали: директор Третьяковской Галереи Зельфира Трегулова, директор ММАМ Ольга Свиблова и куратор Виктор Мизиано.
В мае 2019 года Дмитрий Волков совместно с медиа художниками Натальей Алтуфовой и Ярославом Кравцовым представили мультимедийный pop-up проект Faced2Faced в рамках специальной программы 58-й Венецианской Биеннале.
С 2018 года по 2019 год фонд Волкова SDG Arts & Science Foundation был партнёром Образовательного центра ММОМА. 28 ноября 2019 года в Московском музее современного искусства ММОМА открылась выставка «This Is Not a Book. Коллекция Дмитрия Волкова. История о человеке, его искусстве и библиотеке». Выставка являлась частью образовательной программы центра ММОМА.

## Научная деятельность
Научные работы и интересы Дмитрия Волкова — в области аналитической философии.

### Научная биография
Окончил в 1998 году исторический факультет МГУ им. М. В. Ломоносова, а затем аспирантуру ИМЭиМО по специальности «Международные отношения». В 2003 году поступил на философский факультет МГУ, затем в аспирантуру,
после чего в 2008 году защитил кандидатскую диссертацию на тему «Теория сознания Д. Деннета».
В 2009 году стал одним из основателей Московского центра исследований сознания при Московском государственном университете им. М. В. Ломоносова. Центр оказывает содействие и поддержку исследованиям сознания и аналитической философии в России.
В 2012 году опубликовал книгу «Бостонский зомби: Д. Деннет и его теория сознания».
C 2014 года — член Американской философской ассоциации.
В июне 2014 года организовал философскую экспедицию на яхте «Рембрандт ван Рейн» к берегам Гренландии. Среди её участников были философы и исследователи Дэниэл Деннет, Ник Хамфри, Энди Кларк, Джесси Принз, Дерк Перебум и Дэвид Чалмерс. В рамках экспедиции прошла международная научная конференция «Проблемы сознания и свободы воли в аналитической философии».
В 2017 году Дмитрий Волков защитил докторскую диссертацию по философии по теме «Проблема свободы воли и моральной ответственности в аналитической философии конца XX — начала XXI вв.»
В 2017—2018 годах выступил одним из участников диалога между российскими учеными и Далай-ламой XIV о сознании. Две конференции на эту тему состоялись в августе 2017 — в Дели и мае 2018 — в Дармсале.
В феврале 2019 года вышла вторая книга Волкова «Свобода Воли: иллюзия или возможность». В июне 2019 года Дмитрий Волков стал профессором философского факультета МГУ им. М. В. Ломоносова.
В августе 2023 года организовал летнюю философскую школу «Метафизика загрузки» в Палермо, Италия.
Сооснователь некоммерческой философской ассоциации ICCS, целью которой является содействие международным философским и междисциплинарным исследованиям разума и сознания.

### Исследования и основные идеи
В книге «Бостонский зомби: Д. Деннет и его теория сознания» Дмитрий Волков рассмотрел проблему интенциональности, учитывая аргументы Деннета, Сёрла и Васильева. Он проанализировал выдвинутую Деннетом модель «множественных набросков» в противопоставлении «картезианскому театру». Также Волков отмечает, что аргументы Деннета по опровержению ряда мысленных экспериментов («монохромная Мэри», «философский зомби») не всегда оптимальны. Кроме этого, в книге рассматривается концепция субъективности как центра нарративной гравитации. По мнению научного сотрудника Научно-исследовательской лаборатории философии хозяйства экономического факультета МГУ Сергея Мерзлякова, книга Волкова является наиболее полным и точным русскоязычным исследованием концепции Деннета.
Как считает кандидат философских наук Евгений Логинов, книга Волкова о свободе воли является редким для современной философии примером попытки решения сразу трех больших метафизических вопросов — ментальной каузальности, тождества личности и свободы воли. Однако ему представляется, что в концепции Волкова есть напряжение между телеофункционалистским решением проблемы ментальной каузальности и пендурантистскими мотивами обоснования тождества личности.

## Хобби
Увлекается пилотированием вертолётов и хели-ски. Создал YouTube-канал «Дмитрий Волков. Неискусственный интеллект». В 2014 и 2015 году участвовал в ралли Gumball 3000.
В июле 2018 года в честь собственного дня рождения организовал со своими друзьями-бизнесменами восхождение на гору Монблан.
В марте 2018 года стал амбассадором швейцарского часового бренда Jaquet Droz. В 2019 году Дмитрий Волков стал амбассадором Cadillac в России.

## Семья
Разведён. Дочь Анастасия.

## Основные работы
- Свобода воли в либертарианстве Р. Кейна. / Волков Д. Б. // Вестник Московского университета. Серия 7: Философия. 2015. № 6. С. 32-51.
- Об организации конференции в Гренландии «Проблемы сознания и свободы воли в аналитической философии» Волков Д. Б., Деннет Д. Вестник Московского университета. Серия 7: Философия. 2015. № 6. С. 3-7.
- Опровергает ли Аргумент Каузальных Траекторий Васильева В. В. локальную супервентность ментального над физическим? Волков Д. Б. Эпистемология и философия науки.2015. Т. 2. С. 166—182. 2
- Что доказывают манипуляции с «Аргументом Манипуляции» Д. Перебума? Волков Д. Б. Философия и культура. 2015. № 6. С. 933—942. 0
- Бостонский зомби. Д. Деннет и его теория сознания Дмитрий Борисович Волков Д. Б. Волков. Москва, 2011. Сер. Философия сознания
- Теория сознания Д. Деннета Волков Д. Б. диссертация на соискание ученой степени кандидата философских наук / Московский государственный университет им. М. В. Ломоносова (МГУ). Москва, 2008
- Споры о сознании и аналитическая философия Волков Д. Б. Эпистемология и философия науки. 2007. Т. 13. № 3. С. 176—181.
- Несостоятельность аргументов манипуляции и исчезающего агента для проблемы свободы воли и моральной ответственности. Волков Д. Б. Вопросы философии2017. № 6. С. 29-38.
- О чём думают российские философы? Результаты интернет-опроса. Волков Д. Б. Вестник Московского университета. Серия 7: Философия. 2017. № 6. С. 84-116.
- Решение проблемы ментальной каузальности в биологическом натурализме Дж. Сёрла. Волков Д. Б. Философская мысль. 2017. № 2. С. 1-12.
- Свобода воли: Новые повороты старых дискуссий. Волков Д. Б. Философский журнал. 2017. Т. 10. № 1. С. 58-77.
- «Тезис о сознании» и моральная ответственность в исследованиях Нила Леви. Волков Д. Б. Логос. 2016. Т. 26. № 5. С. 213—226.
- Аргумент исключения Дж Кима и проблема ментальной каузальности. Волков Д. Б. Вестник Московского университета. Серия 7: Философия. 2016. № 6. С. 15-32.
- Нарративный подход как решение вопроса о тождестве личности. Волков Д. Б. Вестник СПбГУ. 2016. Т. 17. № 4. С. 21-32.
- Проблема ментальной каузальности: обзор новейших исследований. Волков Д. Б. Философия и культура. 2016. № 6. С. 673 −682.
- Проблема свободы воли. Обзор ключевых исследований конца XX — начала XXI вв. в аналитической философии. Волков Д. Б. Философский журнал. М.: ИФ РАН. 2016. Т. 9. № 3. С. 175—189.
- Рецензия на книгу Д. Перебума «Свобода воли» 2014 г. Волков Д. Б. Вестник Томского государственного университета. Философия. Социология. Политология. 2016. № 4. С. 404 −409.
- Являются ли психопаты морально ответственными личностями? Волков Д. Б. Вестник Томского государственного университета. Философия. Социология. Политология. 2016. № 2(34). С. 212 −222.
- Китайская Комната. Финиковый Компот. 2015. № 8.
- Где Я? Невероятные фигуры Д. Деннета. Волков Д. Б. Философия сознания. Аналитическая традиция. Третьи Грязновские чтения. Материалы Международной научной конференции. 2009.
- Сильная версия искусственного интеллекта. Волков Д. Б. Философия сознания: классика и современность: Вторые Грязновские чтения. 2007.
- Свобода Воли: иллюзия или возможность. Дмитрий Волков. Москва 2018.
- Сознающий ум: В поисках фундаментальной теории. Перевод с английского / Издание осуществлено при участии Московского центра исследований сознания. Москва, 2013. Сер. Философия сознания (редактор)